# The Girl from Frisco
The Girl from Frisco è un serial muto del 1916 diretto da James W. Horne. In venticinque episodi, racconta le avventure di una giovane che, nel West, aiuta la causa della giustizia con il sostegno del fidanzato e del padre, un allevatore di bestiame. Ogni episodio narra una storia completa. La protagonista, Barbara Brent, è interpretata da Marin Sais.

## Trama
il film ruota attorno a una giovane donna americana che arriva a Berlino per cercare giustizia per il padre, accusato ingiustamente di crimini. Nel corso della storia, la protagonista affronta vari ostacoli e si confronta con la corruzione, mentre cerca di scoprire la verità e ottenere giustizia per suo padre.

## Produzione
Il film fu prodotto dalla Kalem Company.

## Distribuzione
Distribuito dalla General Film Company, il serial uscì nelle sale cinematografiche USA - presentato il 9 agosto 1916 - diviso in 25 episodi di due bobine ciascuno per un totale di 15.000 metri.

### Episodi
1. The Fighting Heiress - 9 agosto 1916
2. The Turquoise Mine Conspiracy - 16 agosto 1916
3. The Oil Field Plot - 23 agosto 1916
4. Tigers Unchained - 30 agosto 1916
5. The Ore Plunderers - 6 settembre 1916
6. The Treasure of Cibola - 13 settembre 1916
7. The Gun Runners - 20 settembre 1916
8. A Battle in the Dark - 27 settembre 1916
9. The Web of Guilt - 4 ottobre 1916
10. The Reformation of Dog Hole - 11 ottobre 1916
11. The Yellow Hand - 18 ottobre 1916
12. The Harvest of Gold - 25 ottobre 1916
13. The Son of Cain - 1 novembre 1916
14. The Witch of the Dark House - 8 novembre 1916
15. The Mystery of the Brass Bound Chest - 15 novembre 1916
16. The Fight for Paradise Valley - 22 novembre 1916
17. Border Wolves - 29 novembre 1916
18. The Poisoned Dart - 6 dicembre 1916
19. The Stain of Chuckawalla - 13 dicembre 1916
20. On the Brink of War - 20 dicembre 1916
21. The False Prophet - 3 gennaio 1917
22. The Resurrection of Gold Bar - 10 gennaio 1917
23. The Homesteaders' Feud - 17 gennaio 1917
24. The Wolf of Los Alamos - 24 gennaio 1917
25. The Dominion of Fernandez - 31 gennaio 1917